# Glasögonbambusångare
Glasögonbambusångare (Phylloscopus intermedius) är en fågel i familjen lövsångare inom ordningen tättingar. Den förekommer i bergsskogar i Asien. Beståndet anses vara livskraftigt.

## Utseende och läten
Glasögonbambusångaren är en liten (11–12 cm) lövsångare med vit ögonring. På huvudet syns grå hjässa och grått ögonbrynsstreck samt ett tydligt längsgående svart hjässband. Nedre delen av örontäckarna är karakteristiskt gröna och tygeln samt hakan är båda gula. Sången består av korta (1–1,9 sekunder långa) strofer med varierade klara visslingar.

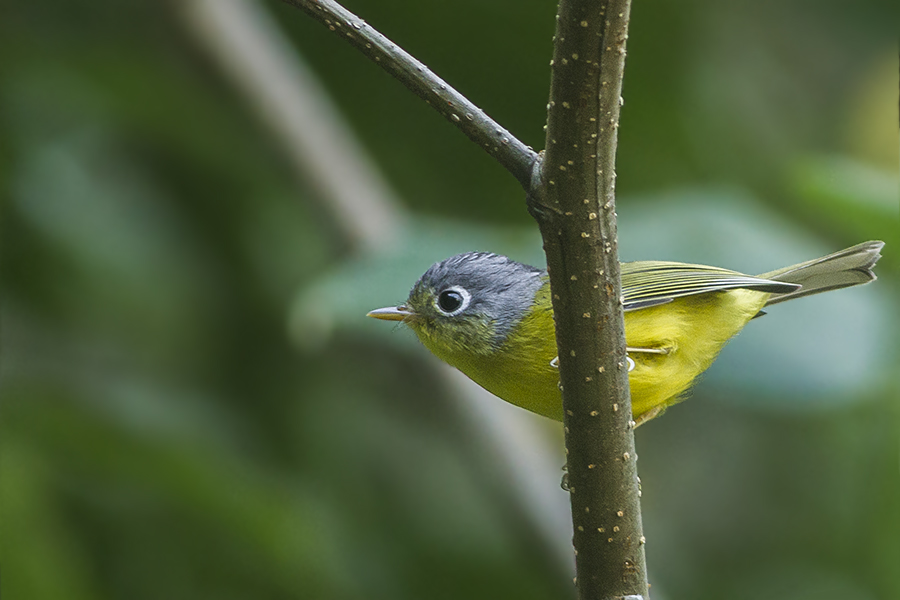

## Utbredning och systematik
Glasögonbambusångare förekommer i bergstrakter i Asien. Den delas in i tre underarter med följande utbredning:
- Phylloscopus intermedius zosterops (syn. affinis) – Nepal, nordöstra Indien, norra Myanmar, sydvästra Kina och norra Laos
- Phylloscopus intermedius intermedius – bergstrakter i sydöstra Kina (nordvästra Fujian), flyttar vintertid till sydvästra Kina och Indokina
- Phylloscopus intermedius collaris – södra Vietnam

### Släktestillhörighet
Bambusångarna placeras traditionellt i släktet Seicercus. DNA-studier visar dock att arterna i Seicercus inte är varandras närmaste släktingar, där vissa arter istället står närmare arter i Phylloscopus. Olika auktoriteter hanterar detta på olika vis. De flesta expanderar numera Phylloscopus till att omfatta hela familjen lövsångare, vilket är den hållning som följs här. Andra flyttar ett antal Phylloscopus-arter till ett expanderat Seicercus.
När glasögonbambusångaren flyttas till Phylloscopus skapas en namnkonflikt med alpsångaren (Phylloscopus affinis). Den har därför tilldelats ett nytt vetenskapligt artnamn, intermedius.

### Familjetillhörighet
Lövsångarna behandlades tidigare som en del av den stora familjen sångare (Sylviidae). Genetiska studier har dock visat att sångarna inte är varandras närmaste släktingar. Istället är de en del av en klad som även omfattar timalior, lärkor, bulbyler, stjärtmesar och svalor. Idag delas därför Sylviidae upp i ett antal familjer, däribland Phylloscopidae. Lövsångarnas närmaste släktingar är familjerna cettior (Cettiidae), stjärtmesar (Aegithalidae) samt den nyligen urskilda afrikanska familjen hylior (Hyliidae).

## Levnadssätt
Glasögonbambusångaren är lokalt vanlig i tät städsegrön skog eller tallskog i bergstrakter upp till 2400 meters höjd. Vintertid ses den på lägre nivåer i blandskog och bambu. Födan består av insekter som den fångar i undervegetationen, ofta genom små utfall. Häckningsbiologin är relativt dåligt känd. Fågeln häckar mellan april och juni i Himalaya och i Kina ses sjungande hanar mestadels mellan mitten av april och början av juni.

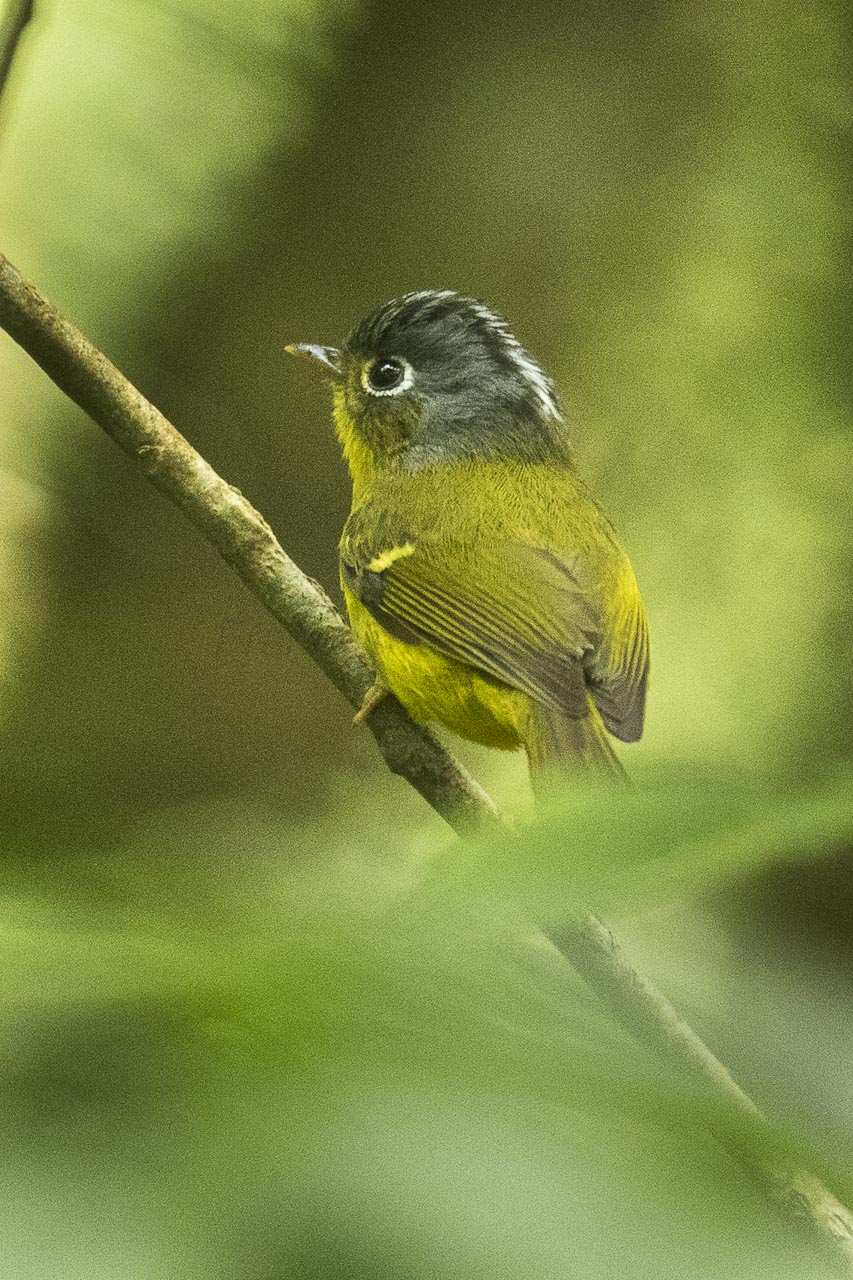

## Status och hot
Arten har ett stort utbredningsområde och en stor population med stabil utveckling och tros inte vara utsatt för något substantiellt hot. Utifrån dessa kriterier kategoriserar internationella naturvårdsunionen IUCN arten som livskraftig (LC). Världspopulationen har inte uppskattats men den beskrivs som lokalt vanlig.